# سسک نوک‌پهن
سسک نوک‌پهن (نام علمی: Tickellia hodgsoni) نام یک گونه از تیره سسک‌های بیشه است.